# Hermankono-Garo
Hermankono-Garo est une localité du sud de la Côte d'Ivoire, et appartenant au département de Divo, région de Lôh-Djiboua. La localité de Hermankono-Garo est un chef-lieu de commune.